# Kriegerdenkmal Draschwitz (Weltkriege)

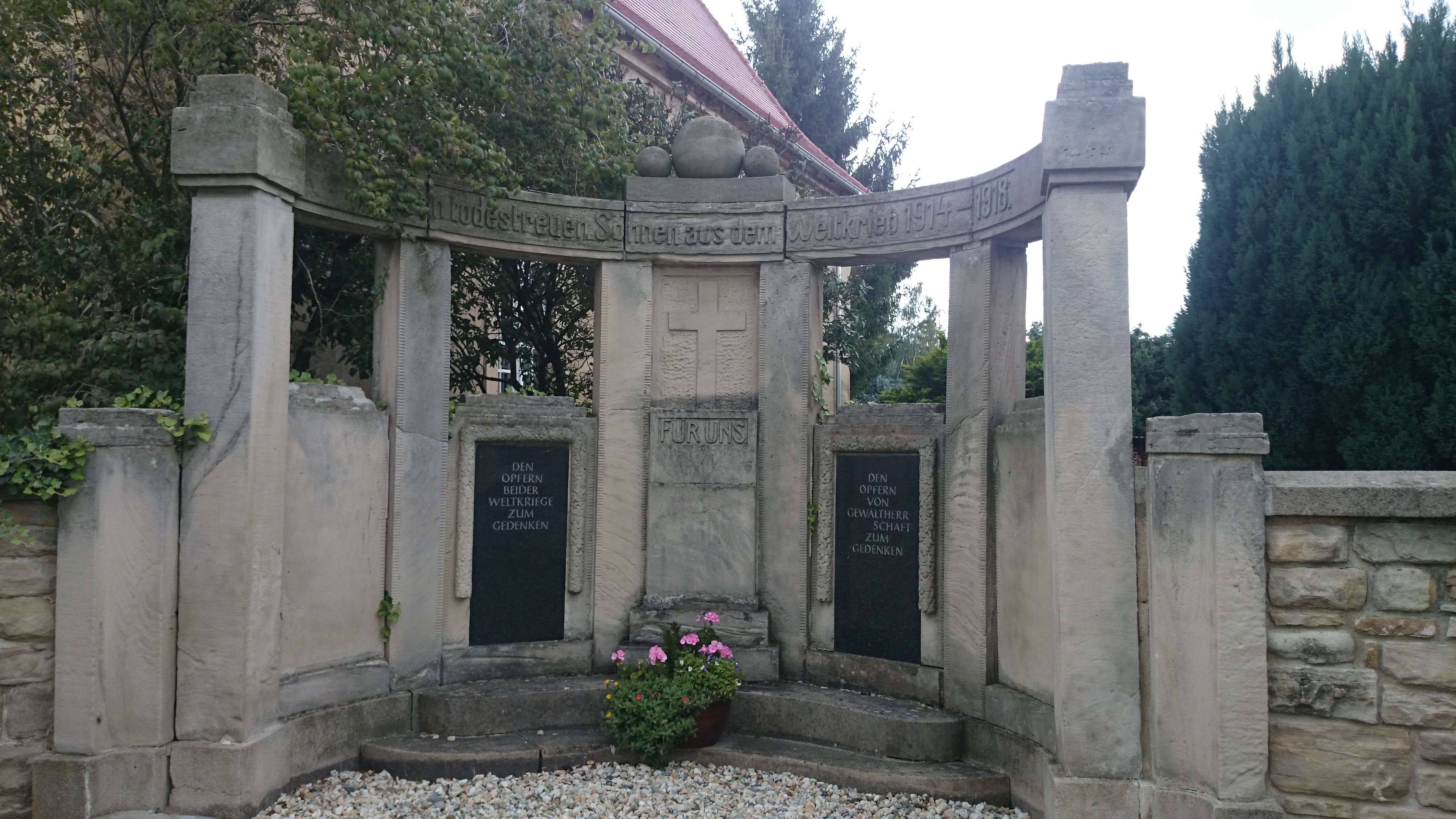
Kriegerdenkmal südlich der Kirche

Das Kriegerdenkmal Draschwitz ist ein denkmalgeschütztes Kriegerdenkmal in der Ortschaft Draschwitz der Gemeinde Elsteraue in Sachsen-Anhalt. Im örtlichen Denkmalverzeichnis ist das Kriegerdenkmal unter der Erfassungsnummer 094 85716 als Baudenkmal verzeichnet.
Das Kriegerdenkmal Draschwitz befindet sich südlich der Kirche des Ortes. Es besteht aus mehreren Stelen, die in einem Halbkreis angeordnet sind. Wie die Inschrift des Denkmales (Unseren todestreuen Söhnen aus dem Weltkrieg 1914–1918) zeigt, wurde das Denkmal ursprünglich nur für die Gefallenen des Ersten Weltkriegs errichtet. Erst später wurde es um zwei Gedenktafeln ergänzt die jeweils eine eigene Inschrift tragen. Diese lauten Für uns Den Opfern beider Weltkriege zum Gedenken und Den Opfern von Gewaltherrschaft zum Gedenken.
Es ist eines von drei Kriegerdenkmälern des Ortes.

## Quelle
- Gefallenendenkmal Draschwitz Online, abgerufen am 9. August 2017.